# 1990-es labdarúgó-világbajnokság-selejtező (OFC)
Ez a lista az 1990-es labdarúgó-világbajnokság óceániai zónájának (OFC) selejtező mérkőzéseit mutatja be időpontok, végeredmények és csoport végeredmények ismeretében. Ha a selejtezők összessége érdekel ide, ha a többi kontinentális zóna eredményei ide kattints.
Az OFC mind a 3 csapata elindult a selejtezőkben. Az óceániai zóna 0,5 helyet kapott a világbajnokságon (a 24-ből).
A selejtezőnek két része volt:
- Első forduló: Izrael automatikusan bejutott a Döntőbe. A maradék 4 csapat oda-vissza meccseket játszottak. A győztesek jutottak be a Döntőbe.
- Döntő csoportkör: 3 csapat játszott oda-vissza mérkőzéseket. A győztes játszhatott az CONMEBOL / OFC interkontinentális selejtezőbe.

## Első forduló
1988. november 26., Nadi, Fidzsi-szigetek –  Fidzsi-szigetek 1 – 0 Ausztrália 
1988. december 3., Newcastle, Ausztrália –  Ausztrália 5 – 1 Fidzsi-szigetek 
Ausztrália jutott a Döntőbe. Összesítés: 5 – 2.
1988. december 11., Wellington, Új-Zéland –  Tajvan 0 – 4 Új-Zéland 
1988. december 15., Wellington, Új-Zéland –  Új-Zéland 4 – 1 Tajvan 
Új-Zéland jutott a döntőbe. Összesítés: 8 – 1.

## Döntő csoportkör
1989. március 5., Ramat Gan, Izrael –  Izrael 1 – 0 Új-Zéland 
1989. március 12., Sydney, Ausztrália –  Ausztrália 4 – 1 Új-Zéland 
1989. március 19., Ramat Gan, Izrael –  Izrael 1 – 1 Ausztrália 
1989. április 2., Auckland, Új-Zéland –  Új-Zéland 2 – 0 Ausztrália 
1989. április 9., Auckland, Új-Zéland –  Új-Zéland 2 – 2 Izrael 
1989. április 16., Sydney, Ausztrália –  Ausztrália 1 – 1 Izrael 
| Helyezés | Csapat     | M | Gy | D | V | Rg | Kg | Gk | P |
| -------- | ---------- | - | -- | - | - | -- | -- | -- | - |
| 1        | Izrael     | 4 | 1  | 3 | 0 | 5  | 4  | 1  | 5 |
| 2        | Ausztrália | 4 | 1  | 2 | 1 | 6  | 5  | 1  | 4 |
| 3        | Új-Zéland  | 4 | 1  | 1 | 2 | 5  | 7  | –2 | 3 |

Izrael jutott be a CONMEBOL / OFC interkontinentális selejtezőbe.